# Лух'я
Лух'я (луйя, абалуйя) — група народів, що відносяться до банту, які розмовляють мовою лух'я і проживають в основному в Кенії - 4 млн чол. та Танзанії - 750 тис. чол. У лух'я збереглися традиційні вірування; частина з них - католики, частина - квакери, частина - прихильники афрохристиянських культів (Сапронов 2000: 213).

## Мова
Розмовляють близькоспорідненими мовами лух'я (луя) групи банту (Ольдерогге, Потєхін 1954: 133).

## Традиційні заняття
Лух'я практикували ручне перелогове землеробство (сорго, елевсіна, сімсім, бобовые, батат, банани) і ручне підсічно-вогневе землеробство. Наразі перейшли до інтенсивного товарного землеробства. Вирощують такі культури як бавовна, арахіс, цукровий очерет та каву. Зміна способу обробки землі сталася в результаті втрати земель в колоніальний період. Традиційно займаються полюванням і риболовлею. Лух'я - вмілі воїни (Сапронов 2000: 213).
Ремесла є привілеями певних родів; розвинені вироблення шкіри, ковальська справа, плетіння рибальських сіток (Ольдерогге, Потєхін 1954: 133).

## Побут
Традиційно лух'я будували хатини з палиць, які вони скріплювали глиною. Конічний дах (зазвичай з трави) нависає над стінами, утворюючи веранду. Хатини розставлені по колу, утворюючи таким чином круглі по плануванню села, оточені живоплотом або стіною.
Традиційний одяг - покривало з шкіри у чоловіків і пов'язка на стегнах у жінок, прикраси з металу і раковин каурі, у чоловіків іноді - головний убір зі шкіри, прикрашений каурі. В вживання йде в основному рослинна їжа, а також молоко та м'ясо диких тварин (Львова 1984: 39).

## Культура
Широке поширення набув культ предків, чаклунство та магія. У лух'я існують церемонії викликання дощу і змови вітру. Зберігається музичний фольклор (Львова 1984: 39).